# 34278 Justinxie
34278 Justinxie este o planetă minoră (asteroid) din centura de asteroizi. A fost descoperită pe 31 august 2000 la Experimental Test Site⁠(d) de Lincoln Near-Earth Asteroid Research. 
Obiectul prezintă o orbită caracterizată de o semiaxă mare de 2,9285362 UAi, o excentricitate de 0,1, o înclinație de 0,89882 ° în raport cu ecliptica.